# Rousseau juge de Jean-Jacques
Rousseau juge de Jean-Jacques est une œuvre autobiographique et polémique de l'écrivain et philosophe Jean-Jacques Rousseau rédigée entre 1771 et 1775 si l'on se fonde sur le premier manuscrit complet connu (dit "Condillac"), et non entre 1772 et 1776 comme le veut une tradition éditoriale fondée uniquement sur les manuscrits dits "de Paris" et "de Genève". 
Dans cet ouvrage, Rousseau décrit les persécutions secrètes qu'il prétend avoir subi pendant plusieurs décennies. Certains commentateurs ont parlé de paranoïa. D’autres à l’instar de Musset-Pathay ou de G. H. Morin, ont défendu l’hypothèse d’un complot généralisé, fomenté par le pouvoir en place,. 

## Présentation générale

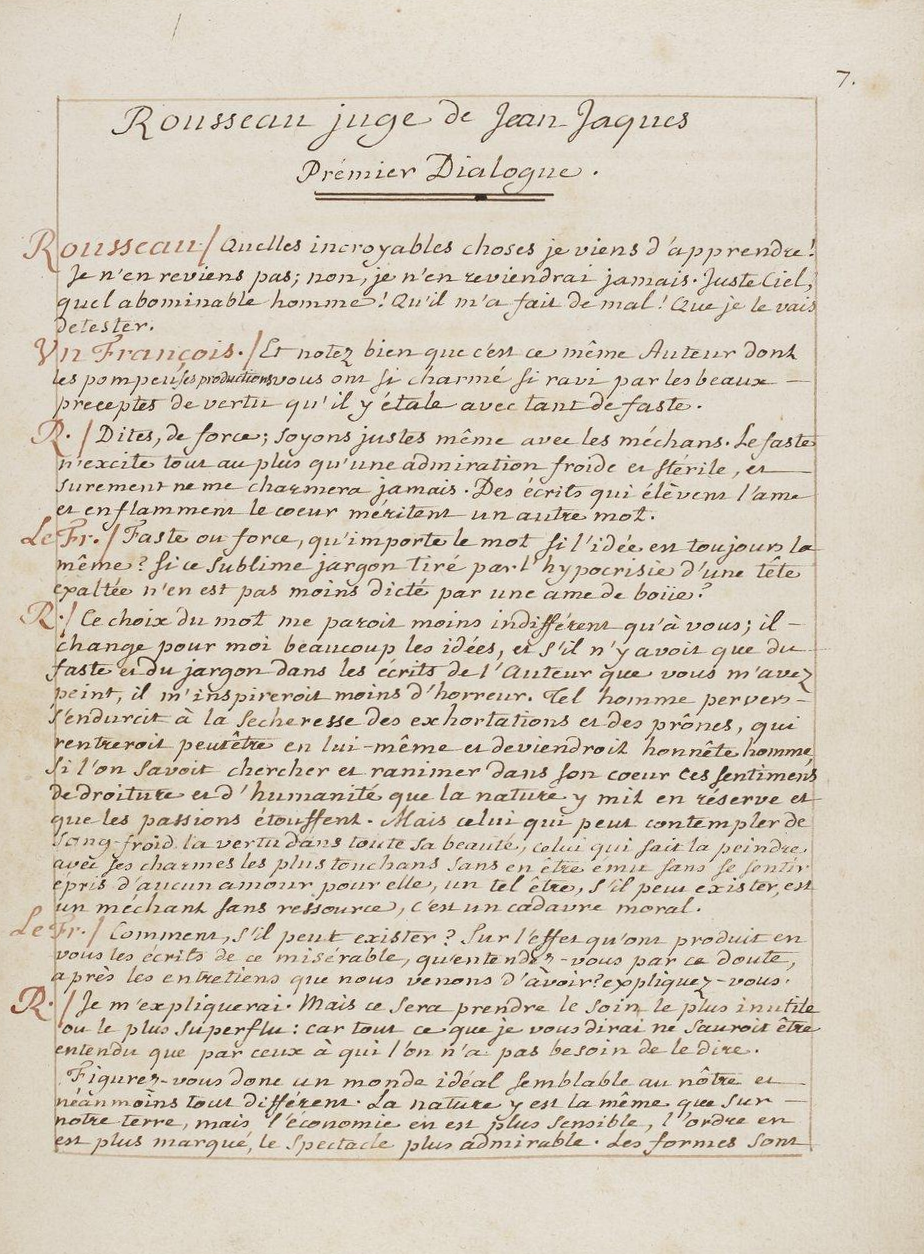
Manuscrit de Rousseau juge de Jean-Jacques.

En 1771, les lectures privées des Confessions que Rousseau a engagées se heurtent à l'incompréhension et à l'interdiction du chef de la police Sartine. La faillite des Confessions laisse place à une autre forme d'apologie que sont ces dialogues qui s'appuient encore sur l'analyse psychologique, mais surtout désormais sur la rhétorique judiciaire. L'auteur présente son projet dans un avant-propos, intitulé: "Du sujet et de la forme du présent écrit": "La forme du dialogue m'ayant paru la plus propre à discuter le pour et le contre, je l'ai choisie pour cette raison." Il explique ensuite qu'il sera représenté par deux personnages: d'une part celui qui parlera sous son nom de famille: "Rousseau", de l'autre celui dont il est question dans l'opinion publique: "Jean-Jacques" (J.J dans le texte), lequel fera l'objet d'une controverse de "Rousseau" avec un troisième personnage: "le Français", censé défendre la cause des adversaires de l'auteur. Ce dispositif conversationnel ouvre un espace dialectique en distinguant le Rousseau authentique de sa contrefaçon fabriquée par ses ennemis . Rousseau juge de Jean-Jacques est effet indissociable de l'idée de complot, d'abord pris comme hypothèse, puis progressivement établi au fil des trois dialogues, comme une réalité dont les racines seraient en dernière instance politiques, et concerneraient donc non seulement la société française mais l'Europe entière, donnée, dans le IIIe dialogue, comme étant sur le point de basculer dans le règne de l'arbitraire généralisé.
- Dans le premier dialogue, le personnage "Rousseau" est un Suisse lettré, particulièrement compétent en matière juridique, et qui admire la pensée de J.J sans l'avoir encore rencontré ; "Le Français" est un mondain cultivé et persifleur qui, quoique n'ayant pas lu les écrits de J.J, colporte les calomnies répandues sur leur compte et celui de leur auteur. Leur entretien, dont le style doit beaucoup à la maïeutique socratique et à l'ironie des Provinciales de Pascal, débouche sur le consentement du Français à lire J.J., et sur l'engagement de Rousseau à lui rendre visite, afin de vérifier in vivo s'il est un honnête homme au lieu du scélérat qu'on prétend.
- Les deux hommes s'étant retrouvés quelques mois plus tard, leur second dialogue est constitué du rapport très détaillé de Rousseau sur son enquête et à ses réponses aux questions et objections argumentées que le Français lui adresse à propos de la fiabilité de ses analyses concernant le portrait moral de J.J.
- Dans le troisième dialogue, le Français avoue qu'il n'avait initialement défendu le point de vue des ennemis de J.J qu'avec toutes sortes de réserves intérieures, et surtout pour savoir quelles objections pouvaient leur être adressées: devenu un lecteur averti de ses œuvres, il reconnaît la réalité du complot[8] et les deux hommes conviennent de se consacrer à la transmission authentique de ses écrits, ce pour quoi ils se rendront auprès de lui.

Rousseau raconte dans un supplément intitulé "Histoire du précédent écrit" qu'il avait imaginé, en 1776, de laisser un manuscrit sur l'autel de Notre-Dame, mais les grilles de l'autel étant fermées, il finira par le remettre à un ami de longue date, l'abbé Condillac. Ce manuscrit était préparé pour la publication, mais Rousseau, dans la suscription qu'il a jointe au paquet remis à Condillac, souhaitait qu'il ne fût ouvert qu'au début du XIXe siècle: il est aujourd'hui conservé à la BNF qui l'a acquis en 1996. Rousseau juge de Jean Jacques sera cependant publié en 1782 (l'auteur est mort en 1778), en même temps que Les Confessions, au t. XI de la Collection complète des Œuvres de J.J. Rousseau, Citoyen de Genève, à partir du manuscrit dit "de Genève" laissé entre les mains de son ami Paul Moultou, avec recommandation de ne le publier, ainsi que Les Confessions, qu'au siècle suivant.
D'autres manuscrits préparés pour la publication existent : ceux dits "de Londres" (conservé à la British Library) et "de Paris" (conservé à la Bibliothèque du Palais-Bourbon; si de très nombreuses variantes apparaissent dans et depuis le manuscrit Condillac, elle ne portent pas sur le forme générale du propos ni sur l'argumentation, mais sur la formulation, que Rousseau n'a cessé de retravailler. Le sous-titre "dialogues" qu'on trouve dans de nombreuses éditions, ainsi qu'une épigraphe tirée d'Ovide n'apparaissent que sur le manuscrit de Londres, qui ne contient que le premier dialogue. Pour autant, Rousseau parle de ses "Dialogues" dans la première promenade des Rêveries du Promeneur solitaire. 
Dans l'introduction de l'édition de 1962, Michel Foucault écrit (à propos des quatre figures d'étouffement qu'il relève dans les Confessions, les Dialogues, Rousseau juge de Jean-Jacques et finalement, les Rêveries d'un promeneur solitaire) : "Et ces quatre figures de l'étouffement ne seront résolues que le jour où redeviendra vivant dans le souvenir l'espace libre du lac de Bienne, le rythme lent de l'eau, et ce bruit ininterrompu qui, n'étant ni parole ni texte, reconduit la voix à sa source, au murmure de la rêverie." 
Éditions critiques. - Rousseau juge de Jean-Jacques, Philip Stewart éd., Œuvres complètes, Raymond Trousson et Frédéric Eigeldinger dir., Genève, Slatkine et Paris, Champion, 2012, t. 3. - Rousseau juge de Jean Jaques (manuscrit "Condillac"), avec les variantes ultérieures, Jean-François Perrin éd., Œuvres complètes sous la direction de J. Berchtold, F. Jacob, C. Martin et Y Seïté, Paris, Classiques Garnier, 2015, t. XVIII.